# Edit Schlaffer
Edit Schlaffer (Stegersbach, Burgenland, 25 de septiembre de 1950) es una científica social austriaca fundadora de Women Without Borders, con sede en Viena. Sus esfuerzos internacionales se centran en la diplomacia femenina de base comunitaria, el empoderamiento de las mujeres como agentes de cambio y la fuerza impulsora fundamental para estabilizar un mundo inseguro. Junto a Cheryl Benard contribuyó con el escrito Benevolent despotism versus the contemporary feminist movement a la antología de 1984 Sisterhood Is Global: The International Women's Movement Anthology, editada por Robin Morgan.

## Trayectoria
Obtuvo un doctorado en Ciencias de la Comunicación y Sociología de la Universidad de Viena (1972) y completó su formación psicoanalítica en el Hospital de Niños de Viena (1986). 
En 2001 inició una organización no gubernamental llamada Women Without Borders que se asocia con organizaciones locales en varios países para implementar una serie de proyectos integrados que tienen como objetivo fortalecer las capacidades a través de la educación, la colaboración y la autoconfianza como herramientas clave para establecer una base de poder femenino en países en crisis y transición. En 2008 lanzó la Campaña Sisters Against Violent Extremism (SAVE) centrando los esfuerzos de la organización en el ámbito de la seguridad. Organizó a mujeres (y hombres) a nivel internacional para participar en una plataforma de lucha contra la radicalización centrada en la familia y basada en la investigación. El trabajo de Schlaffer busca propagar un paradigma de seguridad en el que las mujeres sirven en primera línea; uno en el que los talentos, las habilidades y la posición única de las mujeres dentro de la estructura familiar se utilizan para dar forma a una nueva arquitectura de seguridad. Para implementar la plataforma SAVE, Schlaffer se ha asociado con organizaciones en 16 países diferentes, incluidos India (y Cachemira), Pakistán, Tayikistán, Indonesia, Zanzíbar y Nigeria para establecer "Escuelas Madres". Una serie de reuniones de capacitación semanales, dirigidas por mujeres líderes de la comunidad que capacitan a las madres con la competencia y la confianza necesarias para proteger a los jóvenes de la amenaza del extremismo violento y la tentación de la radicalización. Estas reuniones permiten la colaboración, el apoyo mutuo y el entendimiento compartido. Bajo su liderazgo Women without Borders ha sido alabada tanto por el gobierno como por agencias independientes, particularmente en torno a sus esfuerzos para empoderar a las mujeres en la lucha contra el extremismo como una estrategia de seguridad alternativa. La exsecretaria Hillary Clinton ha destacado dos veces las contribuciones de SAVE.
Colaboradora habitual de varios medios de comunicación incluidos Huffington Post  y blogs como de Reuters Trust Law, los esfuerzos y la investigación de Schlaffer se centran en las estrategias de género y contra el terrorismo, la consolidación de la paz a través del diálogo y el examen del papel de la sociedad civil en la mejora la arquitectura de seguridad. En 2013, Schlaffer, en colaboración con Ulrich Kropiunigg, realizó el primer estudio de investigación empírica sobre el potencial de las madres para reconocer las señales de alerta temprana de radicalización en sus hijos y las herramientas necesarias para responder de manera efectiva. Este estudio fue financiado por el Fondo Austriaco para la Investigación Científica.
Igualmente ha producido una serie de cortometrajes que destacan a mujeres creadoras de cambios, así como a perpetradoras y sobrevivientes de actos terroristas. Su película, Your Mother, presenta los testimonios de madres de hijos que dañaron o intentaron dañar a otros en nombre de Jihad. La película se utiliza como herramienta educativa para concienciar a las comunidades donde se propaga el radicalismo.
Schlaffer es conferenciante habitual en diversos entornos: desde charlas en el TED , el Centro de Excelencia Hedayah, el Instituto Omega, el Centro Global de Seguridad Cooperativa, la Red de Concienciación sobre Radicalización en toda Europa hasta la OSCE y varias sucursales de las Naciones Unidas. En 2012, habló en TEDxWomen en Washington D. C., junto con dos miembros de las organizaciones socias de SAVE en Pakistán e India que promueven la reconciliación y la colaboración entre grupos de mujeres con antecedentes de conflicto político. También dio una conferencia en la Cumbre de Mujeres del Mundo de 2014 en el Lincoln Center en Nueva York sobre el trabajo de SAVE para impulsar a mujeres y madres a contrarrestar el aumento radicalización de la juventud.
Actualmente desempeña un cargo como miembro de la Junta de la Sociedad Civil para el Fondo de Resiliencia y Compromiso de la Comunidad Global (GCERF). Fue directora del Instituto Ludwig Boltzmann de Política y Relaciones Interpersonales de Viena (1980-2001) y presidenta de la Fundación Austriaca para la Población Mundial y la Cooperación Internacional (2004-2011). También es coautora de varios títulos que cubren temas de política y relaciones de género publicados en alemán.

## Premios y reconocimientos
- Recibió el Premio Anne Burda al liderazgo creativo en la Conferencia de Diseño de Vida Digital (DLD) de 2015 en Múnich.[13]
- Incluida en la Lista de Mujeres de Consecuencia del Mundo de 2014 delDaily Beast [14]
- En 2011, fue nombrada una de las"150 personas influyentes" de Newsweek y en 2010 fue nombrada "21 líderes del siglo XXI" por Women's eNews.[15]
- En 2005, recibió el Premio Estatal Austriaco Kaethe Leichter de Igualdad de Género e Investigación.[16]